# Мечеть Султана Кабуса
Большая Мечеть Султана Кабуса (араб. جَامِع ٱلسُّلْطَان قَابُوْس ٱلْأَكْبَر‎) или Маскатская соборная мечеть — главная действующая мечеть Маската и Султаната Оман.

## История
С первых же дней своего правления султан Кабус начал заботиться об удовлетворении не только материальных, но и духовных потребностей своих подданных: на его собственные средства были построены сотни мечетей по всей стране. А в мае 2001 года в Маскате появился один из шедевров современной архитектуры: главная мечеть султана Кабуса.
В 1992 году Султан Кабус предписал, чтобы у его страны Омана была своя Великая Мечеть. В 1993 году прошёл конкурс, строительство началось в 1995 г. Строительные работы заняли шесть лет и четыре месяца.

## Архитектура
Мечеть построена из 300 000 тонн индийского песчаника.
Главный молитвенный зал квадратной формы (74,4×74,4 метра) с центральным куполом, возвышающимся к высоте на 50 метров. Купол и главный минарет (90 метров высотой) и четыре боковых минарета (45,5 метров) являются главными визуальными особенностями мечети. Главный молитвенный зал может одновременно вместить более 6,5 тыс. верующих, в то время как женский молитвенный зал всего только 750 человек (31×18 метров). Внешняя молитвенная территория способна вместить 8 тыс. верующих, суммарное количество до 20 тыс. верующих.
Мечеть Султана Кабуса занимает площадь 416 тыс. м². Интерьер покрыт белым и серым мрамором. Керамические цветочные узоры украшают интерьер арки и слепых ниш.
Купол, парящий на высоте — двойной: внутренняя оболочка покрыта позолоченной мозаикой, внешняя представляет собой ажурное покрытие. Главный зал освещают 35 люстр; диаметр самой большой, сделанной в Австрии — 14 м, она имеет 1122 лампы и весит 8 тонн. На каждой люстре из хрусталя и кристаллов сваровски воспроизведены в миниатюре множество минаретов мечети.
Персидский ковёр в главном зале весом 21 тонну, созданный из 1,7 млрд узлов, узоры которого содержат 28 цветов, причем использовались исключительно растительные красители. Ковер размером 70×60 м из 58 частей, которые были, затем соединены в один ковёр, в течение 4х лет ткали 600 женщин в две смены. Расстилание ковра заняло несколько месяцев. На тот момент он стал самым большим цельным ковром в мире, однако в дальнейшем уступил пальму первенства ковру в мечети шейха Заида в Абу-Даби.